# Edermünde
Edermünde é um município da Alemanha, situado no distrito de Schwalm-Eder, no estado de Hesse. Tem 25,83 km² de área, e sua população em 2019 foi estimada em 7.332 habitantes.